# Петровський (Мелеузівський район)
Петро́вський (рос. Петровский, башк. Петров) — хутір у складі Мелеузівського району Башкортостану, Росія. Входить до складу Александровської сільської ради.
Населення — 14 осіб (2010; 9 в 2002).
Національний склад:
- росіяни — 100%